# Реставрация (политика)
Реставрация (лат. restavratio — восстановление) в политике — восстановление существовавшего ранее общественного строя.
Примеры реставраций в истории:
- Реставрация Кэмму (Япония 1333—1336)
- Реставрация Стюартов (Англия, 1660—1688)
- Реставрация Бурбонов (Франция, 1814—1830)
- Реставрация в Швейцарии (Швейцария, 1814—1847)
- Реставрация Мэйдзи (Япония, 1868—1889)

После Венского конгресса, завершившего Наполеоновские войны, реставрации прошли во многих странах Европы — были восстановлены свергнутые Наполеоном династии.